# 毛利元秋
毛利 元秋（もうり もとあき）は、戦国時代から安土桃山時代にかけての武将。毛利氏の一門。毛利元就の五男。通称は少輔十郎。官途は刑部大輔。

## 生涯

### 幼少期
天文21年（1552年）、安芸国の戦国大名・毛利元就の五男として誕生した。母親は備後国の国人・三吉氏の出身で元就の継室である三吉氏。
毛利元就の正室・妙玖の子である毛利隆元、吉川元春、小早川隆景の3人の異母兄達が元就から大切にされたのに対して、四男・穂井田元清以降の継室の子達は、弘治3年（1557年）11月25日に元就が記した三子教訓状において「虫けらなるような子どもたち」と表現されているが、三子教訓状が書かれた時点で生まれていた元就の庶子は、当時7歳の四男・元清、6歳の五男・元秋、3歳の六男・元倶の3人でいずれも幼少であり、三子教訓状では「もしこの中で賢く成人する者があったならば、隆元・元春・隆景は哀れんで、いずれの遠境などにでも置いてほしい」とも依頼しているため、必ずしも粗略に扱われたわけではない。一方で「しかし大抵は魯鈍で無力な者であろうから、その場合はどのように処置をされても異存は無い」とも述べており、そこには正室の子と継室の子を明確に分ける元就の意図が読み取れる。
具体的な時期は不明だが、天文24年（1555年）10月から始まる毛利氏の防長経略で大きな戦功を挙げた周防国国人・椙杜隆康に実子が無かったため、父・元就の命によって元秋は隆康の養子となった。

### 月山富田城在番
永禄9年（1566年）に月山富田城の尼子義久が毛利氏に降伏すると、月山富田城には福原貞俊や口羽通良ら毛利の重臣が在番していたが、福原貞俊や口羽通良をいつまでも在番させるわけにはいかなかったため、元就は豊前国京都郡の松山城の城将を務めていた天野隆重を月山富田城の城将に起用した。隆重はその責任の重大さから固辞し、城将を元秋として自分はその補佐役を務めることを願い出た。しかし、元秋がまだ15歳であったことから、元就はあくまで隆重が城将を務めるように説得したため、隆重は3つの条件を提示して容認されたことで城将を引き受けた。
永禄10年（1567年）2月9日、曲直瀬道三が出雲国に在陣する毛利元就、毛利輝元、小早川隆景、吉川元春、元秋に対し、漢籍を交えての9ヶ条の意見書を提出した。なお、この時の意見書の宛先において、元秋は「椙杜元秋公」と記されていることから、この時点ではまだ「椙杜」の名字を名乗っていたことが分かる。
永禄11年（1568年）6月10日、元秋は月山富田城への在番を申し付けられ、出雲国に3500貫を与えられた。同年6月12日には輝元に対し起請文を提出し、毛利氏への忠誠と一層の努力を誓うと共に、輝元が元秋に対して憐愍を垂れるよう要請した。しかし、間もなく毛利氏は九州に出陣（立花城の戦い、多々良浜の戦い）することとなったため、元秋の月山富田城への入城は延期されることとなる。
永禄12年（1569年）10月5日、大友氏との戦いのために長門国の長府に在陣する毛利元就は、厳島神社の神官・棚守房顕に元就、吉川元春、小早川隆景、元秋、吉川元資（後の吉川元長）の毛利一門の5人や安芸・備後・石見の国人達の息災延命や武運長久等の祈願を依頼し、大友氏との戦いから凱旋した後に厳島神社の玉殿と宝殿の改築などを行うことを誓約した。
毛利氏が九州へ出陣した隙をついて、永禄12年（1569年）から翌年にかけて、出雲奪還と尼子家再興を狙う山中幸盛・尼子勝久らによる出雲侵攻や、大内輝弘の乱が起こる。尼子軍に攻められた月山富田城の天野隆重は兵数の少なさを勘案し、永禄12年（1569年）11月3日に長門国の長府に在陣している小早川隆景へ救援を要請した上で月山富田城に籠城し、尼子再興軍に抵抗した。同年10月25日に既に大内輝弘を討っていた輝元らは直ちに安芸国へ帰還し、永禄13年（1570年）1月6日に輝元を総大将として出雲へ出陣。元秋も輝元に従って月山富田城を救援し、毛利軍は逆襲に転じて尼子再興軍を打ち破った。これによって、元秋は月山富田城の城将を命じられた。なお、月山富田城将となったことで椙杜家との養子縁組を解消し、毛利元秋または在名から富田元秋と名乗ったとされる。

### 織田氏との戦い
天正6年（1578年）2月に播磨の別所長治が毛利氏に服属したため、吉川元春と小早川隆景が先鋒として播磨へ出陣する。元秋は元春の軍に属して従軍し、上月城の戦いに参加した。
天正10年（1582年）4月、羽柴秀吉が備中国へ進攻して冠山城や宮路山城を攻撃すると、山陽側の国人達を率いる小早川隆景の軍は備中国の幸山城や福山城に布陣し、毛利輝元が率いる本軍や、山陰側の国人達を率いる吉川元春の軍も羽柴軍との合戦のために陣を移した。さらに、在国していた国人達（分国衆）にも出陣が命じられ、山陰の北前衆も元秋や杉原元盛らを伯耆国の押さえとして残し、それ以外は南方への出陣が命じられたことが同年4月24日に吉川元長が吉川経安に宛てた書状に記されている。
天正13年（1585年）5月3日に月山富田城において34歳で病死した。墓所は月山富田城近くの宗松寺跡。

### 没後
元秋が死去すると元秋の同母弟である元康が元秋の家督と所領を継ぐこと申し出て、輝元は元秋の子である千満丸がいることを理由に許容しなかったが、その後間もなく千満丸が疱瘡で死去したため、同年11月頃には元康に相続を命じた。この時、元康はそれまで有していた所領を保持したまま元秋の旧領を相続することを輝元に求めたが、輝元はそれを認めず、元秋旧領の相続に伴って元康がそれまで保持していた所領は召し上げられることになったため、同年11月8日に元康は異母兄の穂井田元清が安芸桜尾城を保持したまま備中猿掛城を与えられた例を挙げて輝元に直接抗議文を送りつけ、11月16日には妙寿寺周泉にも取り成しを依頼する書状を送っている。
その後、元康自身の旧領保持が認められたかは不明だが、同年12月までに元康が家督の継承を決めており、12月3日に輝元から家督相続を認められ、翌天正14年（1586年）1月11日に月山富田城へと入城して元秋の権限を継承していった。

## 元秋の子女
元秋の男子には、庶子である千満丸がいる。『閥閲録』巻57「蜷川権左衛門」に収められた蜷川家の家譜において、元秋付きの家臣であった蜷川秋秀の事績の中でその存在が記されており、天正13年（1585年）に元秋が死去すると、蜷川秋秀は元秋の庶子に千満丸がいることを毛利輝元に言上して赤川就武と共に千満丸付きの家臣となったが、千満丸は3歳の時に疱瘡で死去したと記されている。
一方で元秋には女子もおり、『近世防長諸家系図綜覧』掲載の厚狭毛利家の系図にも記録が残っているが、病人であったために嫁がず、従兄弟にあたる毛利元宣を養育したとされている。母親及び本名は不明であるが法名は「梅仙院雪窓妙好」とし、万治2年12月4日(1660年1月16日)に死去し、養育した元宣らと同じ長門国厚狭郡宝珠山に葬られた。
なお、同系図には、元秋の妻にあたる三沢為清の娘や庶子の千満丸に関する記述はない。

## 家臣
- 蜷川秋秀
- 赤川就武